# جيرمين أكريمانت
جيرمين أكريمانت ( 13 جوان 1889 في سان أومير ، با دو كاليه - 24 اوت 1986 في نويي سور سين ، هوت دو سين )، هي روائية فرنسية .
أشهر أعمالها هي روايته الأولى هؤلاء السيدات ذوات القبعات الخضراء ، وهي هجاء للحياة الريفية نُشرت عام 1921 . في عام 1943 حصلت على جائزة أليس لويس بارتو من الأكاديمية الفرنسية.

## عمل فني

### روايات وقصص
- هؤلاء السيدات بالقبعات الخضراء ( 1921 ) - جائزة نيللي ليوتييه ( 1921 )
- كوخ الماهوجني ( 1924 )، رسوم توضيحية لجول جوتس
- الساراسين ( 1926 )
- مبتهج ! دعونا نتزوج ! ( 1927 )
- كرنفال الصيف. في أرض ريوزيابا ( 1928 )
- جيرترود وقلبي ( 1929 )
- فتاة صغيرة ترى الأشياء الكبيرة ( 1931 )
- في ظل العزاب ( 1932 )
- أجنحة فضية ( 1933 )
- الطفل ذو الشعر الرمادي ( 1934 )
- صدرية التفاحة الخضراء ( 1935 )
- ثروة سريعة ( 1936 )
- الطريق المتحرك ( 1939 ) - جائزة مونتيون من الأكاديمية الفرنسية (1940، 3000 فرنك)
- الموسم المتأخر ( 1942 )
- طفل غني ( 1944 )
- انتصار الربيع ( 1946 )
- الرعاة ( 1948 )
- التعرجات ( 1949 )
- كش ملك للملك ( 1951 )، الرسوم التوضيحية بواسطة أ. شازيل
- القلب في قطع ( 1953 )
- الساحرات ( 1955 )
- بواسطة طاولات صغيرة ( 1961 )
- الفرح في سماء رمادية ( 1963 )
- القبعات الرمادية، القبعات الخضراء ( 1970 )
- غرفة نوم شارل التاسع ( 1972 )
- الصفقة الكبرى ( 1975 )
- شرطي سقط من السماء ( 1977 )
- الحمامة ولغزها ( 1978 )
- أمس أحببت ، ( 1981 ) (قصة سيرة ذاتية ، بلون ، 217 صفحة).
- السيد من سانت. جوسي ( 1983 )

### الملاحظات والمراجع
1. 1 2 3 4 5 6 7 8  Paul de Roux (1994). Nouveau Dictionnaire des œuvres de tous les temps et tous les pays (بالفرنسية) (2nd ed.). Éditions Robert Laffont. Vol. 1. p. 11. ISBN:978-2-221-06888-5. OL:853541M. QID:Q28924058.
2. ↑  "Germaine ACREMANT". academie-francaise.fr. اطلع عليه بتاريخ 2023-05-20..